# Queperí
El queperí, también escrito keperí; es un platillo típico de la gastronomía boliviana, más específicamente del oriente boliviano.
El plato consiste esencialmente en un corte de carne —del que adopta el nombre—, servido con diferentes guarniciones de verduras como acompañamiento.

## Descripción
Su nombre proviene del corte de carne con la que se prepara. Si bien el queperí se consume en todo el territorio boliviano, su origen se encuentra en los departamentos de Pando, Beni y de Santa Cruz.

### Ingredientes
El queperí consiste en un pedazo de carne de res que se cocina en horno o se fríe. La carne se caracteriza por quedar muy blanda y es acompañada con arroz con queso, yuca frita y ensalada.